# イ・ジュヨン (1992年生の女優)
イ・ジュヨン（이주영、1992年2月14日 - ）は、韓国の女優。慶熙大学校演劇映画科卒業。ACE FACTORY所属。

## 人物・来歴
2012年、映画『遭遇』で俳優デビュー。
2019年、映画『野球少女』で韓国で女性として初めて高校野球部に進学しプロ野球選手を目指した実在の人物を演じ、商業映画初主演を果たす。
2020年には日本でもNetflixを通じてヒットしたドラマ『梨泰院クラス』でトランスジェンダーのマ・ヒョニ役を演じ注目を集める。
2022年、監督脚本を務めた短編映画『ドア前に置いて。ベル押すな』を発表。主役はジウ。釜山国際映画祭などで上映された。同作は2023年3月に開かれた大阪アジアン映画祭で上映された。

## 出演

### ドラマ
- ホラーデリバリーサービス（2016年、NaverTV）
- Bitch Goes On（2016年、NaverTV）
- ゲーム会社の女性職員たち（朝鮮語版）（2016年、NaverTV）
- 恋のゴールドメダル〜僕が恋したキム・ボクジュ（2016年-2017年、MBC） - イ・ソノク 役
- キンコンカンコン 恋の始まり（朝鮮語版）（2017年、JTBC） - コン・スルギ 役
- よくおごってくれる綺麗なお姉さん（2018年、JTBC） - イ・イェウン 役
- 私だけに見える探偵（朝鮮語版）（2018年、KBS2） - キル・チェウォン 役
- 梨泰院クラス（2020年、JTBC） - マ・ヒョニ 役
- TIMES〜未来からのSOS〜（2020年、OCN） - ソ・ジョンイン 役

### 映画
- 遭遇（2012年）
- 旅行の妙味（朝鮮語版）（2013年）
- 転校生（2015年）
- 夢のジェーン（朝鮮語版）（2016年）
- 三点シュート（2016年）
- 春の夢（朝鮮語版）（2016年）
- ホンダ（2016年）
- 蚕を飼っていた部屋（朝鮮語版）（2018年）
- ザ・ネゴシエーション（2018年）
- なまず（朝鮮語版）（2019年）
- 野球少女（2019年）
- ベイビー・ブローカー (2022年)
- 緑の夜（2023年）

## 受賞
- 第23回釜山国際映画祭 今年の俳優賞（『なまず』）[5]
- 第45回ソウル国際映画祭 独立スター賞（『野球少女』）[6]
- 第5回Asia Artist Awards ベストアイコン賞[7]